# Алексєєв Денис Сергійович
Денис Сергійович Алексєєв  (рос. Денис Сергеевич Алексеев, 21 грудня 1987) — російський легкоатлет, олімпійський медаліст.

## Виступи на Олімпіадах
| Олімпіада  | Дисципліна              | Місце     |
| ---------- | ----------------------- | --------- |
| Пекін 2008 | біг на 400 метрів       | 5 h1 r1/3 |
| Пекін 2008 | естафета 4 x 400 метрів | 3         |